# Constitución de Texas

Bandera del Estado de Texas

Mapa del Estado de Texas

Mapa del Estado de Texas en Estados Unidos

La Constitución del Estado de Texas es el documento que establece la estructura y función del gobierno del estado estadounidense de Texas, y enumera los derechos básicos de los ciudadanos del estado. El documento actual fue aprobado el 15 de febrero de 1876 y es la séptima constitución en la historia de Texas (incluida la constitución mexicana). Los seis anteriores fueron adoptados en 1827 (cuando Texas aún era parte de México y la mitad del estado de Coahuila y Tejas), 1836 (la Constitución de la República de Texas), 1845 (al ingresar a los Estados Unidos), 1861 (al comienzo de la guerra civil estadounidense), 1866 (al final de la guerra civil estadounidense) y 1869.
La constitución es la segunda constitución estatal más larga de los Estados Unidos (superada solo por la Constitución de Alabama, incluso con esta última recompilada como un nuevo documento en 2022) y también es la tercera constitución estatal más enmendada (solo la Constitución de Alabama y la constitución de California se han enmendado con más frecuencia). Desde 1876 hasta 2022 (el final de la Legislatura 87), la Legislatura de Texas propuso 700 enmiendas constitucionales. De ese total, 517 fueron aprobados por el electorado, 180 fueron derrotados y tres nunca llegaron a la boleta electoral. La mayoría de las enmiendas se deben a la naturaleza altamente restrictiva del documento: la constitución estipula que el Estado de Texas tiene solo aquellos poderes que se le otorgan explícitamente; no hay contrapartida de la cláusula federal necesaria y propia.
Al igual que con muchas constituciones estatales, establece explícitamente la separación de poderes e incorpora su declaración de derechos directamente en el texto de la constitución (como Artículo I). La declaración de derechos es considerablemente más extensa y detallada que la declaración de derechos federal e incluye algunas disposiciones no incluidas en la Constitución federal.

## Historia
El 1 de marzo de 1845, los Estados Unidos promulgó una resolución conjunta del Congreso que proponía la anexión de Texas a los Estados Unidos. El 23 de junio de 1845, el Congreso de Texas aceptó la resolución conjunta del Congreso de los EE. UU. y consintió en que el presidente Jones convocara una convención para el 4 de julio de 1845. Una convención de Texas debatió la oferta de anexión y casi aprobó por unanimidad una ordenanza que la asentó el 4 de julio de 1845. La convención debatió hasta el 28 de agosto y adoptó la Constitución del Estado de Texas el 27 de agosto de 1845. Los ciudadanos de Texas aprobaron una ordenanza de anexión y una nueva constitución el 13 de octubre de 1845. El 29 de diciembre de 1845, Estados Unidos admitió el estado de Texas en la Unión.
El 17 de junio de 1865, el presidente Andrew Johnson nombró a Andrew Jackson Hamilton gobernador civil provisional del estado y le ordenó convocar una convención constitucional restringida a los estadounidenses leales. El 25 de junio de 1866 se llevó a cabo un referéndum, conforme a las leyes entonces vigentes el 29 de marzo, para la ratificación de las reformas propuestas por la convención.
Texas adoptó un nuevo documento de constitución en 1866 una vez que Estados Unidos aceptó a Texas nuevamente en la Unión. Luego, los delegados se reunieron en 1869 y redactaron una nueva constitución una vez más. Esta vez, la ley de la tierra recién modificada tenía como objetivo proteger los derechos de los antiguos esclavos y otorgó más poder al poder estatal centralizado.

## Artículos de la Constitución de Texas de 1876

### Artículo 1:"Declaración de derechos"
El Artículo 1 es la declaración de derechos de la Constitución de Texas. El artículo originalmente contenía 29 secciones; desde entonces se han añadido cinco secciones. Algunas de las disposiciones del artículo se refieren a limitaciones fundamentales específicas del poder del Estado. Las disposiciones de la Constitución de Texas se aplican únicamente contra el gobierno de Texas. Sin embargo, se considera que varias de las disposiciones de la Constitución de los EE. UU. también se aplican a los estados, en virtud de la Cláusula del Debido Proceso de la 14.ª Enmienda de la Constitución de los EE. UU.

#### Diferencias con la declaración de derechos de Estados Unidos
Si bien la declaración de derechos contiene muchos derechos similares a los de la Declaración de derechos de los Estados Unidos , es considerablemente más extensa y detallada e incluye algunas disposiciones exclusivas de Texas.
El artículo 12 reconoce el recurso de habeas corpus como un derecho y prohíbe su suspensión bajo cualquier circunstancia. Esto difiere levemente de la Constitución de los Estados Unidos, que permite su suspensión "en Casos de Rebelión o Invasión, la seguridad pública lo requerirá".
La Sección 21 prohíbe la corrupción de sangre y el decomiso de bienes (incluso en casos de suicidio), que se extiende más allá de la limitación federal ( Artículo III , Sección 3) que se aplica solo en casos de Traición e incluso permite el decomiso durante la vida de la víctima (pero no después).
La sección 34 garantiza el derecho a cazar, pescar y recolectar vida silvestre, sujeto a las leyes de conservación de la vida silvestre. Sin embargo, la sección establece explícitamente que no afecta "ninguna disposición de la ley relacionada con el allanamiento, los derechos de propiedad o el dominio eminente".

#### Secciones invalidadas
La Sección 32, agregada en 2005, niega el reconocimiento estatal del matrimonio entre personas del mismo sexo , una práctica que fue invalidada por el fallo de la Corte Suprema de EE. UU. en Obergefell v. Hodges .
La sección 4 pretende prohibir a los titulares de cargos los requisitos de cualquier prueba religiosa, siempre que "reconozcan la existencia de un Ser Supremo ". Esto entra en conflicto con la Cláusula de no prueba religiosa de la Constitución de los EE. UU ., y se consideraría inaplicable si se cuestiona, como lo fue un requisito similar de Carolina del Sur en Silverman v. Campbell , y una restricción más amplia de Maryland en Torcaso v. Watkins.

### Artículo 2:"Los Poderes del Gobierno"
El artículo 2 establece la separación de poderes de los poderes legislativo, ejecutivo y judicial del gobierno estatal, y prohíbe que cada poder invada los poderes de los demás.

### Artículo 3:"Departamento Legislativo"
El artículo 3 confiere el poder legislativo del estado a la " Legislatura del Estado de Texas ", que consiste en el Senado y la Cámara de Representantes del estado . También enumera las calificaciones requeridas de los senadores y representantes, y regula muchos detalles del proceso legislativo. El artículo contiene muchas limitaciones sustantivas al poder de la legislatura y un gran número de excepciones a esas limitaciones.
Dos tercios (2/3) de los miembros electos en cualquiera de las cámaras constituye un cuórum para hacer negocios en ella (Sección 10), contrario a la disposición para el Congreso de los Estados Unidos que requiere solo una mayoría (este requisito mayor ha resultado en ocasiones en que un número significativo de miembros de un partido político, en un intento de detener la legislación, han abandonado el estado en el pasado para negar el cuórum). Un número menor en cada cámara está facultado para levantar las sesiones de un día para otro y obligar la asistencia de los miembros ausentes.
Al igual que con la Constitución de los Estados Unidos , cualquiera de las cámaras puede originar proyectos de ley (Sección 31), pero los proyectos de ley para aumentar los ingresos deben originarse en la Cámara de Representantes (Sección 33).
La Sección 39 permite que un proyecto de ley entre en vigor inmediatamente después de la firma del Gobernador si el proyecto de ley es aprobado por ambas cámaras por dos tercios de los votos, a menos que se especifique lo contrario en el proyecto de ley. Si el proyecto de ley no se aprueba por esta mayoría, entrará en vigencia el primer día del próximo año fiscal (en Texas, el año fiscal se extiende desde el 1 de septiembre hasta el 31 de agosto).
La Sección más grande dentro de este artículo es la Sección 49 ("Deudas del Estado"), que incluye 30 subsecciones separadas (incluidas dos subsecciones ambas añadidas en 2003 y ambas curiosamente numeradas como "49-n", junto con otras dos subsecciones subsecciones numeradas "49-d-14"). la Sección 49 limita el poder de la Legislatura para incurrir en deudas solo para propósitos específicos como se establece en la Constitución; a fin de permitir que la Legislatura incurra en deudas para un propósito no establecido, se han tenido que agregar y votar por el pueblo numerosas enmiendas a esta sección.
Además, la Sección 49a requiere que el Contralor de Cuentas Públicas de Texas certifique la cantidad de efectivo disponible disponible y los ingresos previstos para el próximo bienio; ninguna asignación podrá exceder esta cantidad (excepto en casos de emergencia, y entonces sólo con el voto de las cuatro quintas partes de ambas cámaras), y el Contralor está obligado a rechazar y devolver a la Asamblea Legislativa cualquier asignación que viole este requisito.
La Sección 49-g (una de las dos secciones numeradas como tales, la otra, ahora derogada, se ocupaba de la financiación del Proyecto Supercolisionador Superconductor cancelado más tarde) creó el " Fondo para Días Lluviosos " del estado (técnicamente llamado "Fondo de Estabilización Económica ").

### Artículo 4:"Departamento Ejecutivo"
El artículo 4 describe las facultades y deberes del Gobernador de Texas, el Vicegobernador, el Secretario de Estado, el Contralor, el Comisionado de la Oficina General de Tierras y el Procurador General. Con la excepción del Secretario de Estado, los funcionarios antes mencionados son elegidos directamente en lo que se conoce como un sistema de "ejecutivo plural". (Aunque el Comisionado de Agricultura de Texas también es elegido directamente, ese es el resultado de una acción legislativa, no un requisito constitucional).
Las calificaciones del Gobernador de Texas son que tenga al menos treinta años de edad, sea ciudadano de los Estados Unidos y haya residido en el Estado durante al menos cinco años antes de su elección. El Gobernador tiene prohibido desempeñar cualquier otro cargo, ya sea civil, militar o corporativo, durante su mandato, ni puede ejercer (o recibir compensación por) ninguna profesión.
El Gobernador es el "Director Ejecutivo del Estado" y el "Comandante en Jefe de las fuerzas militares del Estado, excepto cuando son llamados al servicio real de los Estados Unidos". Está investido con el poder de convocar a la Milicia, convocar a la Legislatura para una sesión especial en ocasiones extraordinarias, para ejecutar las leyes del Estado y llenar las vacantes no previstas por la ley, si así lo consienten las dos terceras partes de los Senado. El Gobernador tiene un voto negativo calificado en todos los proyectos de ley aprobados por la Legislatura, que puede ser anulado por dos tercios de ambas Cámaras de la Legislatura con votos a favor y en contra. Finalmente, el Secretario de Estado (quien tiene el deber constitucional de mantener el Sello del Estado) es designado por el Gobernador, por y con el consejo y consentimiento del Senado.
Todas las comisiones son firmadas por el Gobernador, se colocan con el Sello del Estado y son certificadas por el Secretario de Estado.
Según la Sección 16 de este artículo, el Vicegobernador asume automáticamente el poder de Gobernador siempre y cuando el Gobernador viaje fuera del estado, o esté sujeto a juicio político por parte de la Cámara de Representantes de Texas.

### Artículo 5:"Departamento Judicial"
El artículo 5 describe la composición, los poderes y la jurisdicción de la Corte Suprema del estado, la Corte de Apelaciones en lo Penal y las Cortes de Distrito, Condado y Comisionados, así como las Cortes de Justicia de Paz.

### Artículo 6:"Sufragio"
El artículo 6 niega el derecho al voto a menores, delincuentes y personas que un tribunal considere mentalmente incompetentes (aunque la Legislatura puede hacer excepciones en los dos últimos casos). También describe las reglas para las elecciones.
Los votantes calificados tienen, excepto en traición, delito grave y quebrantamiento de la paz, el privilegio de ser arrestados cuando asistan a las urnas, yendo y viniendo de ellas.

### Artículo 7:"Educación"
El artículo 7 establece disposiciones para escuelas públicas , asilos y universidades. La Sección 1 establece que "será deber de la Legislatura del Estado establecer y tomar las disposiciones adecuadas para el sostenimiento y mantenimiento de un sistema eficiente de escuelas públicas gratuitas". Este problema ha surgido repetidamente en juicios relacionados con la financiación de la educación por parte del Estado y las diversas restricciones que ha impuesto a los distritos escolares locales.
Este Artículo también discute la creación y el mantenimiento del Fondo Universitario Permanente (Secciones 11, 11a y 11b) y ordena el establecimiento de "una Universidad de primera clase" (Sección 10) que se llamará Universidad de Texas , así como "un departamento agrícola y mecánico" (Sección 13, la actual Universidad Texas A&M , que abrió siete años antes); también establece la Universidad Prairie View A&M en la Sección 14. La Universidad de Texas se creó originalmente en la Constitución de 1858, y la Universidad Texas A&M se creó a partir de la Ley Morrill. En 1915 y 1919 se propusieron enmiendas constitucionales para separar los dos sistemas universitarios, aunque ambas fracasaron

### Artículo 8:"Impuestos e Ingresos"
El Artículo 8 impone varias restricciones a la capacidad de la Legislatura y los gobiernos locales para imponer impuestos. La mayoría de estas restricciones se refieren a los impuestos locales sobre la propiedad .
La Sección 1-e prohíbe los impuestos sobre la propiedad en todo el estado. Esta Sección ha sido objeto de numerosas demandas de financiamiento de distritos escolares que alegan que otras restricciones legislativas sobre los impuestos locales a la propiedad han creado un impuesto estatal a la propiedad de facto ; la Corte Suprema de Texas ha dictaminado en ocasiones que las restricciones efectivamente lo hicieron (y por lo tanto eran inconstitucionales) y en otras ocasiones dictaminó que no lo hicieron.
Texas nunca ha tenido un impuesto sobre la renta personal. En 2019, se enmendó la constitución para prohibir cualquier impuesto sobre la renta en el futuro, lo que tiene el efecto de requerir una mayoría de 2/3 de la legislatura para votar para derogar la prohibición. Anteriormente, el requisito para aprobar cualquier impuesto sobre la renta en el futuro se aprobó mediante un referéndum estatal , que requiere una mayoría simple de votos de la legislatura para agregar la pregunta a un referéndum. En mayo de 2006, la Legislatura reemplazó el impuesto de franquicia existente con un impuesto sobre los ingresos brutos.

### Artículo 9: "Condados"
El artículo 9 proporciona reglas para la creación de condados ( que ahora suman 254 ) y para determinar la ubicación de los asientos de condado. También incluye varias disposiciones relacionadas con la creación de distritos hospitalarios en todo el condado en condados específicos, así como otras disposiciones misceláneas relacionadas con aeropuertos y salud mental.

### Artículo 10:"Ferrocarriles"
El artículo 10 contiene un solo apartado que declara que los ferrocarriles se consideran "vías públicas" y los ferrocarrileros " transportistas comunes ". Otras ocho secciones fueron derogadas en 1969.

### Artículo 11:"Corporaciones Municipales"
El artículo 11 reconoce a los condados como subunidades políticas legales del Estado, otorga ciertos poderes a las ciudades y condados, faculta a la legislatura para formar distritos escolares y otros distritos especiales.
Texas opera bajo la regla de Dustin : los condados y los distritos especiales no escolares no tienen privilegios de autonomía , mientras que las ciudades y los distritos escolares tienen esos privilegios solo en los casos limitados que se especifican a continuación.
Las secciones 4 y 5 analizan el funcionamiento de las ciudades en función de la población. La Sección 4 establece que una ciudad con una población de 5,000 habitantes o menos tiene solo los poderes que le otorga la ley general; La Sección 5 permite que una ciudad, una vez que su población supere los 5,000 habitantes, adopte una carta constitutiva bajo el gobierno autónomo siempre que la carta no sea incompatible con los límites establecidos por la Constitución de Texas o la ley general (la ciudad puede enmendar para mantener el estatus de autonomía incluso si su población posteriormente cae a 5.000 o menos). Los distritos escolares pueden adoptar la autonomía sin importar el tamaño, pero ninguno ha decidido hacerlo.

### Artículo 12:"Corporaciones Privadas"
El artículo 12 contiene dos secciones que instruyen a la Asamblea Legislativa a promulgar leyes generales para la creación de corporaciones privadas y prohíben la creación de corporaciones privadas por ley especial. Otras cuatro secciones fueron derogadas en 1969 y una quinta sección en 1993.

### Artículo 13:"Títulos de propiedad de tierras españolas y mexicanas"
El artículo 13 estableció disposiciones para los títulos de propiedad de tierras españolas y mexicanas de la era de la guerra mexicana para complacer al gobierno mexicano. Este artículo fue derogado en su totalidad en 1969.

### Artículo 14:"Tierras Públicas y Oficina de Tierras"
El Artículo 14 contiene una sola sección que establece la Oficina General de Tierras (el cargo de Comisionado de la Oficina General de Tierras se analiza en el Artículo IV). Otras siete secciones fueron derogadas en 1969.

### Artículo 15:"Juicio político"
El artículo 15 describe el proceso de acusación y enumera los motivos por los que acusar a los jueces. A la Cámara de Representantes se le otorga el poder de juicio político, mientras que el Senado tiene el poder de juzgar todos los juicios políticos.
Nadie puede ser condenado sino con el consentimiento de las dos terceras partes de los Senadores presentes, que hayan prestado juramento o afirmación de juzgar imparcialmente al acusado. La sentencia en los casos de juicio político no se extiende más allá de la destitución del cargo y la inhabilitación para un cargo público. El condenado queda sujeto a juicio, acusación y castigo conforme a la ley.
Todos los oficiales mientras estén sujetos a cargos de juicio político están suspendidos hasta que se haya emitido el veredicto del Senado.

### Artículo 16:"Disposiciones Generales"
El artículo 16 contiene disposiciones diversas, incluidos límites a las tasas de interés, sanciones civiles por asesinato y el castigo por soborno.
La Sección 28 prohíbe el embargo de salarios, a excepción de los pagos de manutención del cónyuge y manutención de los hijos (sin embargo, esto no limita el embargo federal para artículos tales como pagos de préstamos estudiantiles o impuestos sobre la renta).
El artículo 37 prevé la protección constitucional del gravamen del mecánico.
La Sección 50 prevé la protección de una propiedad contra la venta forzosa para pagar deudas, excepto por la ejecución hipotecaria de deudas relacionadas con la propiedad (hipoteca, impuestos, gravámenes mecánicos y préstamos con garantía hipotecaria , incluidas líneas de crédito con garantía hipotecaria ). Esta sección también impone restricciones específicas sobre préstamos con garantía hipotecaria y líneas de crédito (siendo Texas el último estado en permitirlos), la sección:
- Limita el monto de un préstamo con garantía hipotecaria, cuando se combina con todos los demás préstamos contra una vivienda, a no más del 80 por ciento del valor justo de mercado de la vivienda en el momento del préstamo.
- requiere que el anticipo de una línea de crédito con garantía hipotecaria sea de al menos $4,000 (incluso si el prestatario desea pedir prestado menos de esa cantidad, aunque nada prohíbe que el prestatario pague inmediatamente la línea de crédito con una parte de dicho anticipo),
- requiere un período de espera de 14 días antes de que cualquier préstamo o línea de crédito sea efectivo (en el préstamo inicial; los préstamos posteriores contra una línea de crédito aún se pueden hacer en menos tiempo), y establece restricciones sobre dónde puede tener lugar el cierre.
- establece restricciones sobre dónde puede tener lugar el cierre

Aunque Texas es un estado con derecho a trabajar , dichas protecciones se rigen por ley; el estado no cuenta con una disposición constitucional relacionada con el derecho al trabajo.

### Artículo 17:“Modo de reformar la Constitución de este Estado”
A pesar de la gran cantidad de enmiendas (y enmiendas propuestas) que ha tenido la Constitución de Texas desde su creación, el único método para enmendar la Constitución prescrito por el Artículo 17 es a través de la Legislatura, sujeto a la aprobación de los votantes. La Constitución no prevé la reforma por iniciativa o referéndum , convención constitucional , o cualquier otro medio. Una convención constitucional de 1974 requirió que los votantes enmendaran la Constitución para agregar una sección separada a este Artículo; la sección fue derogada más tarde en 1999.
La sección también prescribe detalles específicos para notificar al público de elecciones para aprobar enmiendas. Requiere que la legislatura publique un aviso en periódicos aprobados oficialmente que resuma brevemente cada enmienda y muestre cómo se describirá cada enmienda en la boleta electoral. También requiere que el texto completo de cada enmienda se publique en cada tribunal del condado al menos 50 días (pero no antes de 60 días) antes de la fecha de la elección.
Una vez que se aprueba una enmienda, se compila en el marco existente (es decir, se agrega o elimina texto), a diferencia de la Constitución de los Estados Unidos.

## Intentos de revisión de la constitución texana
Debido a la dificultad de manejo de la constitución estatal, ha habido intentos de redactar una nueva constitución o de revisar significativamente la existente:
- El intento más exitoso tuvo lugar en 1969, cuando se derogaron 56 disposiciones obsoletas separadas (incluido el artículo 13 en su totalidad y 22 secciones completas de los artículos 10, 12 y 14).[12]

- En 1971, la Legislatura de Texas colocó en la boleta electoral de noviembre de 1972 una Enmienda que pedía que la Legislatura se reuniera en enero de 1974 durante 90 días como una convención constitucional , con el fin de redactar una nueva Constitución estatal. La medida fue aprobada (añadiendo así la Sección 2 al Artículo 17; la sección fue posteriormente derogada en noviembre de 1999) y la Legislatura se reunió. Sin embargo, incluso con 60 días adicionales agregados a la sesión, la convención fracasó por solo tres votos para proponer una nueva constitución.[12]

- En 1975, la Legislatura, reunida en sesión ordinaria, revivió gran parte del trabajo de la convención de 1974 y la propuso como un conjunto de ocho enmiendas a la constitución existente. Las ocho enmiendas fueron rechazadas abrumadoramente por los votantes (en 250 de los 254 condados del estado, las ocho enmiendas fueron rechazadas; solo en los condados de Duval y Webb se aprobaron las ocho enmiendas).[12]

- En 1979, la Legislatura colocó en la boleta electoral cuatro enmiendas que tenían su origen en la convención de 1974; de los cuales tres fueron aprobados por los votantes:[13]

1. Una enmienda creó un solo "distrito de tasación" de impuestos sobre la propiedad en cada condado con el fin de proporcionar un valor de tasación uniforme para todas las propiedades en un condado aplicable a todas las autoridades fiscales (anteriormente, cada autoridad fiscal evaluaba la propiedad individualmente y con frecuencia lo hacía con valores diferentes entre las autoridades)
2. Otra enmienda otorgó jurisdicción de apelación penal a la Corte de Apelaciones de Texas (anteriormente, las cortes tenían jurisdicción sobre asuntos civiles únicamente; aunque los casos de pena de muerte aún eluden este nivel)
3. La última enmienda otorgó al gobernador de Texas autoridad limitada para destituir a los funcionarios estatales designados

- En 1995, el senador John Montford redactó una constitución simplificada similar a la versión de 1974. Sin embargo, Montford renunció a su escaño para convertirse en canciller del Sistema Universitario Texas Tech , y su iniciativa murió posteriormente.[13] Más tarde ese año, sin embargo, los votantes aprobaron una enmienda que abolía el cargo de Tesorero del Estado y trasladaba sus funciones a la oficina del Contralor de Cuentas Públicas de Texas.

- En 1998, un esfuerzo bipartidista (dirigido por el senador republicano Bill Ratliff y el representante demócrata Rob Junell) produjo una constitución reescrita, con la ayuda de estudiantes de la Universidad Estatal de Angelo (el distrito de Junell incluía el área de San Angelo). El segundo borrador se presentó a la Legislatura 76°, pero no logró obtener apoyo en el comité.[13]